# Vescemont
Vescemont é uma comuna francesa na região administrativa de Borgonha-Franco-Condado, no departamento do Território de Belfort. Estende-se por uma área de km², com 742 habitantes, segundo os censos de 2004.